# José Gerardo Ferreira de Passos
José Gerardo Ferreira Passos (Lisboa (São Martinho), 11 de novembro de 1801 — Lisboa (Ajuda), 12 de abril de 1870) foi um oficial general do Exército Português e político, que, entre outras funções de relevo, foi governador civil do Distrito do Funchal e do Distrito de Braga  (17 de setembro de 1862 — 20 de outubro de 1862), par do reino e Ministro e Secretário de Estado dos Negócios da Guerra do 25.º governo da Monarquia Constitucional, em funções de 14 de janeiro de 1864 a 5 de março de 1865. Era marechal-de-campo, grã-cruz das ordens da Torre e Espada e de São Bento de Avis, ministro de Estado honorário e ajudante de campo do rei D. Pedro V.

## Biografia
Nasceu em Elvas, filho de Manuel Gerardo Ferreira Passos e de Maria Joaquina de Aguiar e Paiva. Assentou praça em 30 de março de 1818 no Regimento de Infantaria n.º 17, sendo despachado alferes para o Regimento de Infantaria n.º 5 em dezembro de 1820.
No posto de alferes integrou a expedição mandada à Baía em 1822. Quando regressou a Portugal, em 1823, foi frequentar o curso da Academia Real de Marinha. Aderiu à causa do liberalismo, sendo em 1828 obrigado a interromper a frequência do 3.º ano da Academia Real de Marinha em que estava matriculado, e a refugiar-se na Galiza, passando daí a Inglaterra, onde chegou em fins de dezembro e ficou acantonado no depósito de emigrados de Plymouth.
No posto de tenente, integrou as forças liberais que se concentraram na ilha Terceira, nos Açores, tendo aí participado na defesa da ilha aquando da batalha da Praia, travada em 11 de agosto de 1829. Integrou as forças que participaram na campanha dos Açores, tendo participado na tomada da ilha do Faial e epois no desembarque do Pesqueiro da Achadinha e na batalha da Ladeira da Velha e consequente tomada da ilha de São Miguel.
Integrou o Exército Libertador e foi um dos 7500 bravos que protagonizaram o desembarque do Mindelo, em 8 de julho de 1832. Participou na defesa da cidade durante o Cerco do Porto, sendo graduado em capitão de Artilharia a 6 de agosto de 1832. No ataque fracassado do exército miguelista que ocorreu a 29 de setembro de 1832, quando apesar de em maior número, o exército realista não conseguiu levar de vencida as forças liberais sitiadas na cidade do Porto, ao comandou de um distrito de artilharia formado por oito baterias de posição, destacou-se por tal forma que foi distinguido com a comenda da Ordem da Torre e Espada pelos serviços então prestados.
Na fase final da Guerra Civil Portuguesa, participou na defesa das linhas de Lisboa, sendo ferido no dia 5 de setembro de 1833. Foi nomeado comandando de uma bateria volante que integrou a divisão de operações que foi enviada para o norte de Portugal sob o comando de António José de Sousa Manuel de Meneses, o duque da Terceira. Entrou em vários recontros e combates, com destaque para a batalha da Asseiceira, em 16 de maio de 1834, onde se distinguiu a ponto de receber o grau de oficial da Ordem da Torre e Espada.
Terminada a Guerra Civil com a assinatura da Convenção de Évora-Monte em maio de 1834, foi promovido a major efectivo em setembro daquele ano. Exercia as funções de comandante interino do Regimento de Artilharia de Santarém e comandante militar daquela cidade quando rebentou a Revolta dos Marechais. Não aderiu àquela revolta e tomou medidas para se opôr aos revoltosos, o que lhe mereceu o elogio do governo. Posteriormente, sendo já coronel do Regimento de Artilharia n.º 2, seguiu a causa da revolta de Torres Novas, em 1844, de que resultou ser demitido do Exército.
Amnistiado, foi reintegrado no serviço, e em julho de 1846 foi nomeado comandante do Regimento de Artilharia n.º 1. Foi interinamente governador da Praça Forte de Elvas, regressando de seguida ao comando ao seu regimento. Logo em seguida ao golpe de estado da Emboscada, de 6 de outubro daquele ano de 1846, foi demitido do comando e colocado na disponibilidade. Só voltou ao serviço em 1851, sendo então graduado em brigadeiro.
Em junho de 1854 foi nomeado governador civil do Distrito do Funchal e comandante militar da ilha da Madeira, funções que exerceu de 14 de junho de 1854 a 12 de abril de 1856, quando, a seu pedido, regressou a Lisboa. Foi então nomeado ajudante-de-campo do rei D. Pedro V.
Foi promovido a brigadeiro efectivo em 1858 e a marechal-de-campo em julho de 1862. Em setembro deste último ano foi encarregado da direcção de todos os negócios militares e do governo civil do Distrito de Braga, quando, em consequência da revolta de 15 de setembro de 1862 (a revolta da Maria Bernarda), protagonizada pelo Regimento de Infantaria n.º 6, foram suspensas as garantias naquele distrito.
Em 1863 comandou por alguns meses a 1.ª Divisão Militar, função que exercia quando aceitou a pasta de Ministro e Secretário de Estado dos Negócios da Guerra do 25.º governo da Monarquia Constitucional, presidido por Nuno José Severo de Mendoça Rolim de Moura Barreto, o duque de Loulé, em funções de 14 de janeiro de 1864 a 5 de março de 1865. Nesta curta passagem pelo governo, publicou algumas medidas importantes, entre elas uma reorganização geral do Exército e um novo regulamento de administração militar.
Entretanto, foi nomeado par do reino por carta régia de 23 de fevereiro de 1864, com posse tomada na Câmara dos Pares a 27 de fevereiro daquele ano. Pouco interventivo, em 1869 pertenceu à comissão especial para a nomeação e sucessão no pariato.
Em 1866 fez parte da comissão encarregada do estabelecimento do campo de manobras de Tancos, de que foi nesse ano segundo-comandante. Em 1867 foi nomeado comandante-em-chefe das tropas reunidas em Tancos, e em dezembro de 1866 foi nomeado inspector do Campo de Instrução e Manobras de Tancos. Depois comandou durant alguns meses a Divisão Militar do Alentejo.
Foi administrador da Casa de Bragança. Além das honras já apontadas o general Ferreira Passos recebeu muitas distinções do governo e das nações estrangeiras.